# Vasa Eškićević
Vasilije „Vasa” Eškićević (Irig, 13. siječnja 1867. — Novi Sad, 3. veljače 1933.) je bio srpski slikar i nastavnik crtanja, a pisao je i pjesme.

## Životopis
Rođen je u Irigu, od oca Koste ratara i majke Ljube rođ. Lazić iz Bukovca. Osnovnu školu je završio u rodnom mjestu, učio je brijački zanat, ali ga je zbog umjetnosti napustio.
Poslije toga je otišao u Beč i upisao privatnu slikarsku školu. U Beču je pohađao i večernji tečaj crtanja pri Akademiji likovnih umjetnosti. Poslije tri godine školovanja u Beču otišao je u Rusiju gdje je završio petogodišnju umjetničku školu, kao stipendist ruske države. Poslije te škole pohađao je još tri godine privatni institut kneginje Tenišove u Petrogradu gdje mu je mentor bio poznati ruski realist Ilja Rjepin, a 1900. godine je kao Rjepinov učenik primljen u Carsku akademiju umjetnosti, koju je završio 1908. dobivši diplomu za sliku „Zabajkalski kozaci u mandžurskim klancima“. Do Prvog svjetskog rata ostao je u Rusiji kao nastavnik crtanja i izlagao u Moskvi i Petrogradu.
Kad je počeo Prvi svjetski rat došao je u Srbiju i postao dobrovoljac, ratni slikar Prve srpske armije. Kao dobrovoljac u vojsci je proveo pet godina i prošao golgotu Albanije, boravak na Krfu i proboj Solunskog bojišta. Poslije toga vratio se u Irig. Nedugo nakon toga preselio se u Novi Sad, u kojem je nastavio živjeti sve do smrti, 1933. godine.
Najveći dio njegovih starijih slika ostao je u Petrogradu. Osim slika koje se nalaze u Rusiji, opus mu sačinjavaju uglavnom portreti ratnika, scene i položaji iz rata i, rjeđe, pejzaži. Radio je u stilu akademskog realizma. Prema novijim stavovima likovne kritike, u njegovim djelima ima elemenata ekspresionizma.[nedostaje izvor]
Bavio se i književnim radom i prevođenjem. Bio je član književnog odsjeka Matice srpske. Pjesme, članke i prijevode objavljivao je u „Otadžbini“ (1892.), „Luči“ (1896.—99.), „Braniku“ (1898. – 99. i 1904.), „Srbadiji“ (1923.—24.), „Severnoj Srbiji“ (1925.—26.). Njegov životopis, skice i ostali rukopisi čuvaju se u Rukopisnom odsjeku Matice srpske.
Njegova obitelj je najvrjedniji dio umjetničke ostavštine poklonila Galeriji Srpske čitaonice i knjižnice u Irigu. Najveći privatni kolekcionar njegovih slika s motivima iz Prvog svjetskog rata bio je srpski kriminalac i ratni zločinac Željko Ražnatović Arkan.[nedostaje izvor]
Umro je u Novom Sadu, 2. veljače 1933. godine.

## Galerija
- Izlazak srpske vojske na more, 1916.